# Epectasis
Epectasis is een kevergeslacht uit de familie van de boktorren (Cerambycidae). De wetenschappelijke naam van het geslacht werd voor het eerst geldig gepubliceerd in 1866 door Bates.

## Soorten
Epectasis omvat de volgende soorten:
- Epectasis hiekei Breuning, 1974
- Epectasis juncea (Newman, 1840)
- Epectasis junceoides Breuning, 1961
- Epectasis mexicana Breuning, 1954
- Epectasis panamensis Breuning, 1974
- Epectasis rotundipennis Breuning, 1943
- Epectasis similis Gahan, 1895